# Achille Loria
Achille Loria, magyarosan Loria Akilles (Mantova, 1857. március 2. – Luserna San Giovanni, 1943. november 6.), olasz közgazdasági író.

## Élete
1877-ben szerezte meg a jogi doktorátusát. Ezt követően külföldi könyvtárakban tett közgazdasági tanulmányokat. 1881-ben a sienai egyetemen a nemzetgazdaságtan rendkívüli tanára lett, 1884-ben pedig rendes tanárrá nevezték ki. 1891-től a padovai egyetemen tanított. 1894-ben részt vett a budapesti demográfiai kongresszuson. 

## Művei
- 1886-ban megjelent munkájának: La teoria economica della costituzione politica (1886)
- Les bases économiques de la constitution sociale (1893), az előző átdolgozott kiadása, Lorianak legnagyobb föltűnést keltő műve
- La rendita fondiaria e la sua elisione naturale (1879)
- La legge di popolazione ed il sistema sociale (1882)
- La teoria del valore negli economisti italiani (1882)
- Analisi della proprieta capitalista (2 kötet)
- La terra ed il sistema sociale (1892)
- La sociologia, il suo compito, le suo scuole, Vérone, 1901
- Il capitalismo et la scienza, 1901
- Marx et la sua dottrine, 1902
- La sintesi economica, Turin, 1909

### Művei magyar fordításban
- A szociológia feladata és iskolái. Fordította Pór Ödön. Szerzőnek a magyar kiadáshoz írt eredeti előszavával. (IX. 1. 126 l.) 1904 (Társadalomtudományi Könyvtár)

## Jegyzetek

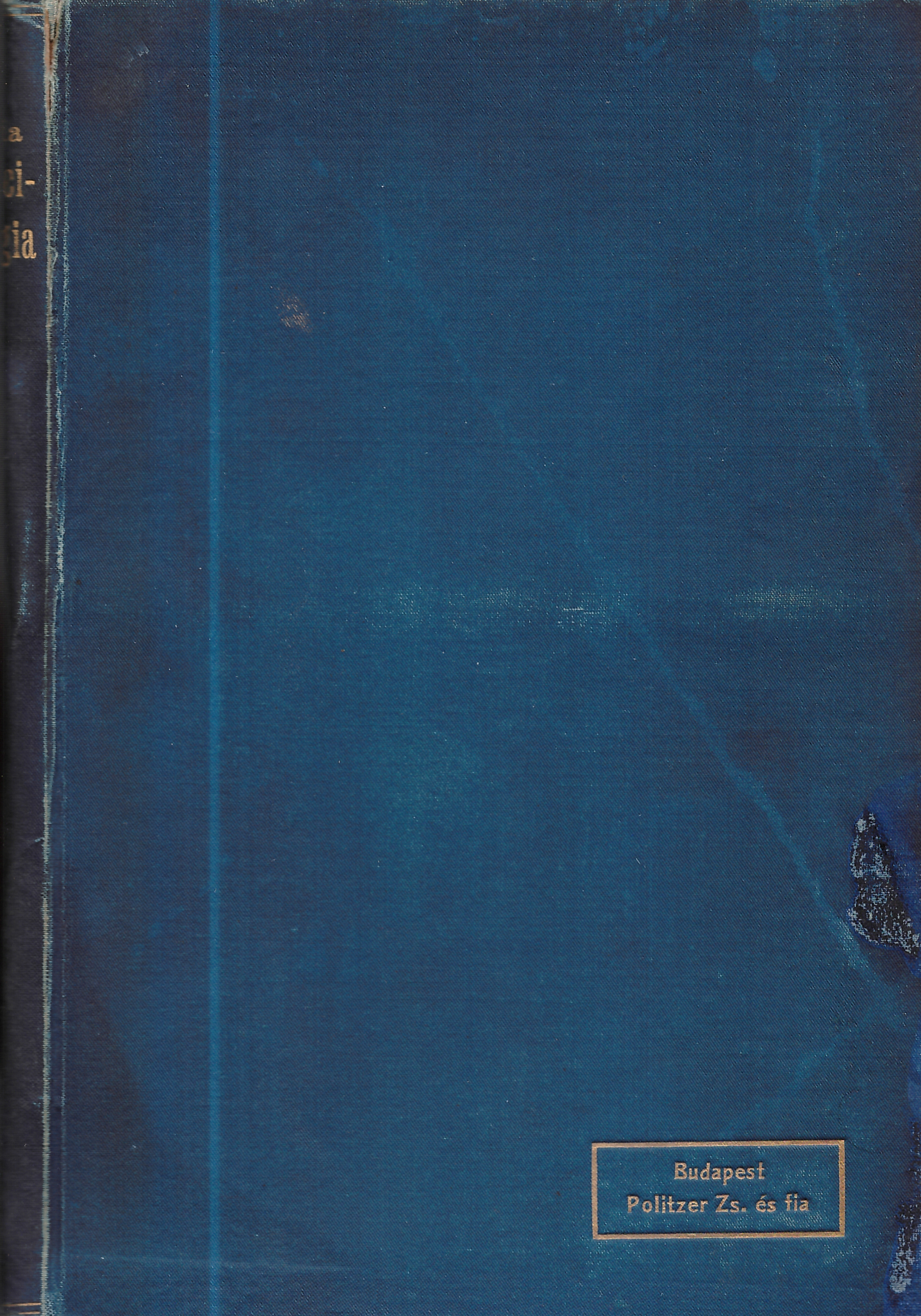
Loria Achille A szociológia feladata és iskolái (magyar kiadás, 1904)